# 青木潤太朗
青木 潤太朗（あおき じゅんたろう）は、日本の漫画原作者、小説家。男性。
日本、福岡県北九州市出身。9月16日生まれ。
「ウルトラジャンプ」にて『℃りけい。』、「コミックフラッパー」上にて『SMOKE&WATER〜マルキ･ド･サドの孫娘〜』、「別冊少年マガジン」にて『また来てねシタミさん』、「NOVEL 0」にて『インスタント・マギ』などの作品がある。
釣りを趣味としており、ノンフィクション作品である『鍋に弾丸を受けながら』では国内外への釣行をきっかけとしたエピソードも多い。釣り雑誌への寄稿や、釣りに関する同人誌の発行も行っている。

## 作品

### 漫画原作
- ℃りけい。（画：わだぺん。、2010年 - 2014年、ウルトラジャンプ、ウルトラジャンプエッグ、集英社)
- SMOKE&WATER〜マルキ･ド･サドの孫娘〜（作画：品佳直、2016年、コミックフラッパー、KADOKAWA)
- また来てね シタミさん（作画：隆原ヒロタ、2020年 - 2021年、別冊少年マガジン、講談社)
- 鍋に弾丸を受けながら（作画：森山慎、2021年 -、コミックNewtype、KADOKAWA）
- つりっぷ～(株)千夜芸能の福利厚生としての釣り旅行～（作画：ざら、2024年 - 、コミックDAYS、講談社）

### 小説
- ガリレオの魔法陣（イラスト：tetsu、2013年、スーパーダッシュ文庫、集英社)
- インスタント・マギ（イラスト：小船井充、2016年、NOVEL 0、KADOKAWA）